# 縱紋瘋鱨
縱紋瘋鱨（学名：Tachysurus virgatus）为輻鰭魚綱鯰形目鲿科瘋鱨属的鱼类。在中国，分布于珠江、海南岛、福建云霄等，體長可達13.3公分。该物种的模式产地在海南嘉积河。